# Florian Schmidt-Foß
Florian Schmidt-Foß (* 28. Oktober 1974 in West-Berlin) ist ein deutscher Schauspieler, Synchron- und Hörspielsprecher.

## Leben und Werk
Florian Schmidt-Foß begann bereits in jungen Jahren bei Film- und Fernsehproduktionen mitzuwirken. In dem Kinofilm Die Kinder aus No. 67 (1980) ist er als Junge zu sehen. In dem Spielfilm Der Krähenbaum (1987) spielte er den Gabriel. Außerdem ist er in der Fernsehserie Praxis Bülowbogen (1987–1996) als Sohn von Bernd Saalbach (Dieter Thomas Heck) zu sehen. Von 1988 bis 1991 sprach er als Hörspielsprecher acht Folgen lang den Julian auf den Fünf Freunde-Hörspielkassetten, die unter der Regie von Heikedine Körting beim Label Europa vertont wurden.
Florian Schmidt-Foß ist der Bruder von Gerrit und Dennis Schmidt-Foß und damit auch der Schwager von Dascha Lehmann. Seine Kinder, Jonas Schmidt-Foß und Hanna Schmidt-Foß arbeiten ebenfalls als Synchron- und Hörspielsprecher.

## Schauspielrollen (Auswahl)
- 1980: Die Kinder aus Nr. 67
- 1987: Der Krähenbaum als Gabriel
- 1987–1996: Praxis Bülowbogen als Hinrich Saalbach
- 1991: Ein Heim für Tiere als Flo

## Synchronrollen (Auswahl)
- 1988: Gregory Forstner in Im Rausch der Tiefe als Enzo (jung)
- 1995: Devon Sawa in Casper als lebender Casper
- 1997–1999: Doctor Slump, Anime als Obotchaman
- 1998–2003: Kerr Smith in Dawson’s Creek als Jack McPhee
- 1999: Paul Walker in Brokedown Palace als Jason
- 2001: Simon Pegg in Band of Brothers – Wir waren wie Brüder als William S. Evans
- 2002–2004: Masi Oka in Scrubs – Die Anfänger als Franklyn
- 2003: James Kirk in X-Men 2
- 2004: Kerr Smith in Eiskalte Engel 3 als Jason Argyle

## Hörspielrollen (Auswahl)
- 1988–1991: Fünf Freunde (Folge 22–29) als Julian
- 2015–2016: Monster 1983 (Staffel 1–2)